# کوه نظرگاه

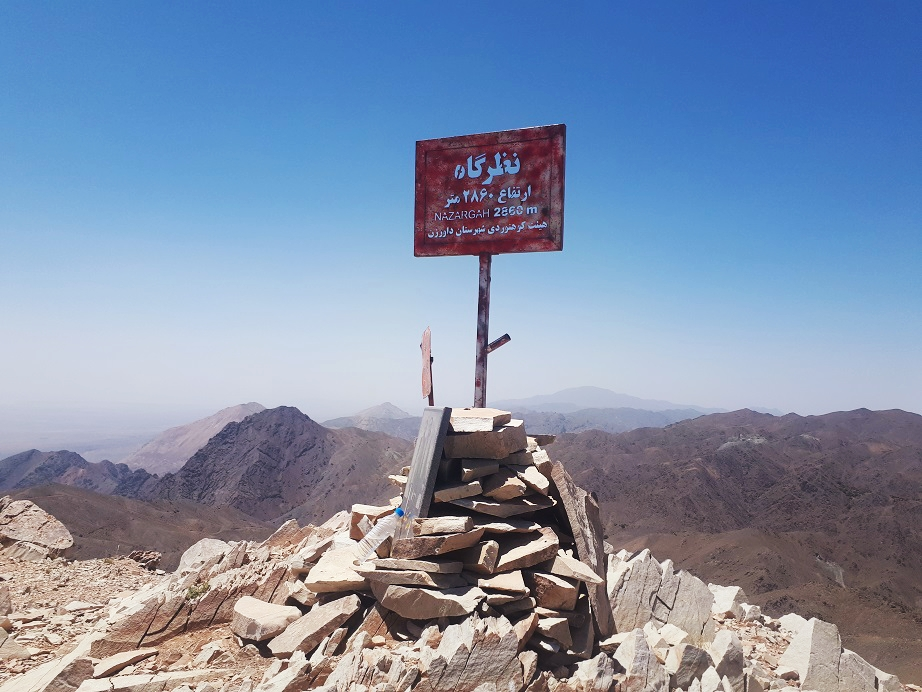
تابلو ارتفاع کوه نظرگاه

کوه نظرگاه (در گویش سبزواری: نِظِرگا) در ۴۰ کیلومتری شمال غرب سبزوار و در شمال روستای ساروق از توابع شهرستان داورزن واقع شده‌است. این کوه در ادامه البرز شرقی و در رشته کوه جغتای قرار داد. این کوه از جنوب به کوه یاغی (معروف به دماوند خراسان) از شمال به کوه ارباب از غرب به کوه سفید نهر و از شرق به کوه می مستان مشرف است. کوه نظرگاه با ارتفاع ۲۸۶۰ متر بلندترین نقطه طبیعی در غرب خراسان رضوی پس از کوه زر محسوب می‌شود. همین مسئله سبب شده‌است که این کوه هر هفته شاهد حضور هیئت‌های کوهنوردی و طبیعت گردی از سرتاسر ایران به ویژه خراسان باشد.

## راه دسترسی
متداول‌ترین راه دسترسی به این کوه از روستای ساروق و از کنار کوه مخروطی شکل و زیبای یاغی معروف به راه خاکستری می‌گذرد. مسیر رسیدن به کوه نظرگاه از روستای ساروق به مسیر جنوبی معروف است و دو راه یال زمستانی و تابستانی کوهنوردان را به این کوه می‌رساند در مسیر کوهستانی به طرف شملق و کوه نظرگاه به آبشارها متعددی برمی‌خوریم که حاصل ذوب تدریجی برف این ارتفاعات می‌باشد و دریاچه طبیعی قلبه علی به صورت یک کاسه سنگی پرآب در مسیر کوهستانی شملق، آبریزگاه یکی از همین آبشارها است. در فصل تابستان به‌طور متوسط روزانه ۱۰۰ گردشگر و زائر به این منطقه عزیمت کرده و در مسیر حرکت به سمت کوه نظرگاه با دیواره‌ها و عوارض متنوع ژئومورفولوژیکی روبرو می‌شوند. در ضلع شرقی کوه یاغی دیواره‌هایی به ارتفاع ۳۰ متر و طول ۱۵۰ متر قرار دارد که به دلیل مقاومت سنگ‌های تشکیل دهنده آن و بالا بودن ضریب سختی برای عملیات صخره‌نوردی مناسب بوده و مورد توجه صخره نوردان و هیئت‌های مختلف کوهنوردی است.